# مقاطعة كيتسون (مينيسوتا)
مقاطعة كيتسون (بالإنجليزية: Kittson County)‏ هي إحدى مقاطعات ولاية مينيسوتا في الولايات المتحدة الأمريكية.